# Matthias Oldag
Matthias Oldag (* 1954 in Lutherstadt Wittenberg) ist ein deutscher Opernregisseur und Theaterintendant.
Matthias Oldag schloss zunächst ein Mathematik-Studium ab. Anschließend nahm er ein Regiestudium an der Hochschule für Schauspielkunst „Ernst Busch“ Berlin auf. Seit 1989 wirkt er vornehmlich als Opernregisseur. Doch übernahm er auch Inszenierungen im Schauspiel, Tanztheater sowie den Unterhaltungssparten Musical und Operette.
Von 1991 bis 1993 war er als Nachfolger von John Dew als Opernregisseur am Theater Bielefeld engagiert. 1993 bis 1995 wirkte er als Regisseur am Deutschen Nationaltheater Weimar.
Ab 2006 war Oldag Generalintendant, Geschäftsführer und Operndirektor der Theater&Philharmonie Thüringen in Gera und Altenburg.